# Carlo Durante
Carlo Durante (Volpago del Montello, 27 giugno 1946 – Nervesa della Battaglia, 24 maggio 2020) è stato un atleta paralimpico italiano non vedente.

## Biografia
Carlo Durante, appassionato di sport fin dall'adolescenza, ha partecipato come vedente a molte competizioni, riuscendo a gareggiare senza l'aiuto di una guida fino all'età di 28 anni. Essendo però affetto da retinite pigmentosa, malattia che porta alla cecità, ha interrotto la sua attività sportiva fino all'età di quarant'anni, quando, ritrovatosi totalmente cieco, ha ripreso ad esprimersi come maratoneta grazie a un gruppo di amici e alla società sportiva G.S.No.Ve. di Padova. Ha gareggiato nella maratona, nella mezza maratona, nei 10000 metri piani e, occasionalmente, su distanze più brevi.
L'atleta è morto improvvisamente il 24 maggio 2020, colto da un infarto, mentre correva in tandem con un amico.

## Carriera
Ha vinto la maratona alla paralimpiade estiva di Barcellona del 1992 (2h50'00).
Sempre nella maratona è medaglia d'argento nelle paralimpiade estiva del 1996 di Atlanta (2h53'31) e di bronzo nella paralimpiade estiva del 2000 a Sydney (2h48'45). Settimo in quella del 2004 ad Atene.
Medaglia d'oro su maratona ai Campionati del Mondo a Berlino nel 1994 (2h47'26) e il quarto posto ai Campionati Mondiali in Giappone nel 1998.
Vincitore ai Campionati Europei di Maratona per Non Vedenti a Caen (Francia) nel 1991, Dublino 1993 (2h46'39), Riccione nel 1997 (2h57'47) secondo posto a Lisbona 1999 (2h53'12). Secondo classificato ai Campionati europei di Francoforte, nel 2001, nella mezza maratona.
Campione italiano dal 1990 al 2004 su tutte le distanze dai 10.000 m alla maratona.

## Onorificenze
- 1991 - Medaglia d'argento al merito sportivo (campione europeo atletica leggera, maratona);[2]
- 1992 - Medaglia d'oro al merito sportivo (campione paralimpico atletica leggera, maratona);[2]
- 1993 - Medaglia d'argento al merito sportivo (campione europeo atletica leggera, maratona);[2]
- 1994 - Medaglia d'oro al merito sportivo (campione mondiale atletica leggera, maratona);[2]
- 1994 - Medaglia di bronzo al merito sportivo (4º classificato nel campionato mondiale atletica leggera, 10.000 m.);[2]
- 1996 - Medaglia d'oro al merito sportivo (2º classificato alle Paralimpiadi atletica leggera, maratona);[2]
- 1996 - Medaglia di bronzo al merito sportivo (7º classificato alle Paralimpiadi atletica leggera, 10.000 m.);[2]
- 1997 - Medaglia d'argento al merito sportivo (campione europeo atletica leggera, maratona(;[2]
- 1999 - Medaglia di bronzo al merito sportivo (2º classificato nel campionato europeo atletica leggera, maratona);[2]
- 2000 - Medaglia d'argento al merito sportivo (3º classificato alle Paralimpiadi atletica leggera, maratona);[2]
- 2001 - Medaglia di bronzo al merito sportivo (2º classificato nel campionato europeo atletica leggera, mezza maratona);[2]
- 2004 - Medaglia di bronzo al merito sportivo (7º classificato alle Paralimpiadi atletica leggera, maratona);[2]
- 2014 - Leone d'argento conferito dal CONI regionale veneto.[3]